# 高城村 (和歌山県)
高城村（たかぎむら）は、和歌山県日高郡にあった村。現在のみなべ町の中部、南部川の中流域にあたる。

## 地理
- 山岳：行者山、三里ヶ峰、高幡山、城山
- 河川：南部川、玉川、高野川、市井の川、東神野川
- 峠：大楠峠、左田峠

## 歴史

### 村名の由来
高幡山の「高」と城山の「城」より。

### 沿革
- 1889年（明治22年）4月1日 - 町村制の施行により、滝村・熊瀬川村・高野村・市井川村・広野村・島ノ瀬村・東神野川村・土井村の区域をもって発足。
- 1954年（昭和29年）12月1日 - 上南部村・清川村と合併して南部川村が発足。同日高城村廃止。